# Euxoa indensa
Euxoa indensa är en fjärilsart som beskrevs av Smith 1910. Euxoa indensa ingår i släktet Euxoa och familjen nattflyn. Inga underarter finns listade i Catalogue of Life.